# Freyenstein
Freyenstein – dawne miasto, obecnie dzielnica miasta Wittstock nad Dossą we wschodnich Niemczech, w kraju związkowym Brandenburgia, w powiecie Ostprignitz-Ruppin.
Od 1462 roku Freyenstein był samodzielnym miastem. 21 stycznia 2002 włączono go do Wittstocka nad Dossą.
Nadal zachował się miejski układ urbanistyczny z rynkiem. Freyenstein zachowuje miano tzw. miasta tytularnego (Titularstadt), mimo że nie posiada już statusu miasta,